# Johan Peter Ternell
Johan Peter Ternell, född 11 april 1753 i Sankt Olofs församling, Östergötlands län, död 13 mars 1799 i Skänninge församling, Östergötlands län, var en svensk garvare, rådman och riksdagsledamot.

## Biografi
Johan Peter Ternell föddes omkring 1753. Han var rådman och garvareålderman i Skänninge. Ternell var riksdagsledamot av riksdagen 1792. Han avled 1799.